# Les Trois Rivières (vattendrag i Haiti)
Les Trois Rivières är ett vattendrag i Haiti. Det ligger i den norra delen av landet, 170 km norr om huvudstaden Port-au-Prince.